# Région naturelle de Mugamba
La région de Mugamba est une région naturelle du Burundi, dans la commune de Matana de la province de Bururi. Cette région est située à environ 50 km du sud-est de la capitale Bujumbura. Dans cette région, on cultive le thé.

## Géographie
La région de Mugamba a la particularité géologique d'être une zone de partage des bassins hydrographiques des deux plus grands fleuves d'Afrique: le Congo et le Nil. La crête Congo-Nil est maintenant quasiment entièrement recouverte de boisements artificiels qui sont venus remplacer le couvert originel.
Son aire approximative se limite, au Sud, par les villes de Commune of Burambi (en)(Sud-Ouest) et Matana (Sud-Est) et au Nord par la ville de Mwaro (Nord-Est) et le mont Heha (Nord-Ouest).

## Climat
Cette région se caractérise par un relief élevé (2 300 m en moyenne) et des températures annuelles comprises entre 14° et 17 °C.
La zone montagneuse connait un cycle pluvieux annuel important (entre 1300 et 2 300 mm/an) avec un pic des précipitations observées en septembre,.

## Anthropologie
Outre l'impossibilité de chiffrer exactement la population d'une région naturelle aux contours imprécis, des projections démographiques approximatives font état d'environ 500 000 habitants (2010) dans la province de Bururi, qui concentre l'essentiel de la zone naturelle de Mugamba, avec une population à la moyenne d'âge particulièrement jeune, à 68% en dessous de 25 ans.
Les habitants ont créé un habitat typique de la région, le rugo, afin de se protéger des températures relativement basses pour le pays.
Ce rugo constitue une unité d'habitations principale (appelée localement "inzu") de  tous les membres d'une même famille, entourée d'une clôture ("urugo") en bambous. L'ensemble comprend:
La maison principale de forme ronde est entourée de deux grandes enceintes délimitant la cour de devant ("urugo") et la cour arrière ("ikigo"). L'avant-cour ("ikirugu") sert de parc à bétail. Un foyer ("igicaniro") placé au centre, protège ces animaux contre les mouches. A côté, il y a un mât ("icishinzo") traditionnellement placé là pour que les vaches s'y frottent. Dans chaque enceinte, on y trouve des habitations de dimensions plus réduites.